# ダンディ坂野
ダンディ坂野（ダンディさかの、1967年1月16日 - ）は、日本の漫談家、お笑いタレント。本名：坂野 賢一（さかの けんいち）。
石川県加賀市出身。サンミュージックプロダクション所属。血液型はAB型。

## 人物
田原俊彦のようなアイドルに憧れて高校卒業後に上京を模索したものの、その資金がなかったことから、貯めるために地元で働いた後、26歳になった1993年に上京。年齢的な理由とダウンタウンやウッチャンナンチャンがテレビ番組でアイドルと親しげにしていたのを見て、アイドル路線からお笑い芸人路線に方針転換。プロダクション人力舎のスクールJCAに2期生として入学。漫才コンビ「ラブリン」を結成し、ボケを担当するも、「才能が無い」という理由で留年。一期下の3期生とともに1年間学ぶ。その時の3期生にはアンタッチャブルらがいた。卒業後、同スクールの講師だったブッチャーブラザーズの付き人となる。なお、同期とのジェネレーションギャップを感じていた坂野は、この頃（1996年頃）からピン芸人になることを決める。
1996年、大川興業の舞台『すっとこどっこい』でデビュー。そして、テレビ埼玉の番組『パンドラ御殿』でテレビ初出演。同番組内コーナー『探偵物集（ものたかり）』で、松田優作に扮した寺田体育の日とギャグ対決を繰り広げた。でんでんの芸風を受け継いだ漫談メインのスタイルであるため、第二電電とかけた「第二でんでん」が彼のキャッチフレーズだった。
1997年には、師事していたブッチャーブラザーズがサンミュージックに戻る際、行動を共にして一緒に移籍する。2003年、「爆笑オンエアバトル」で人気となり、「ゲッツ！」が「新語・流行語大賞」にノミネートされる。
2004年8月22日に一般人女性と結婚。2009年7月7日に長女、2014年2月5日に長男が誕生した。
その後、「ゲッツ」の部分を他の名詞に置き換えるなど迷走し、テレビ上では一時期は露出が低迷するが、2006年に『アメトーク』で「一発屋芸人BIG3」として注目を浴び、2008年には『ヘキサゴン』準レギュラーとして出演し、一発屋芸人ユニットとしてCDデビューするなど再ブームが到来した。
2022年にはCM起用数が人生最多の34本に達する（ゲッツと発声するCMは2002年以降2024年初頭までの累計で200本以上）など、いまだ健在である。

## 逸話

### 経歴
- 「金沢美術工芸大学彫刻科を卒業して上京」というガセネタが流れているが、実際は石川県立大聖寺実業高等学校卒業後は、アルバイトで上京資金を貯め、上京してからも10年ほどはマクドナルドでアルバイトをしていた[4]。ブレイクするまでは、食費さえ出せば手軽に呼べるタレントだった。ちなみに、マクドナルドのアルバイトはブレイクによる多忙で退職することになったが、坂野本人は「いつでも戻ってこられるように、アルバイトの籍は残っている」と語っている。実際は長く真面目にバイトしていたため、店長よりも仕事が出来る立場であり、店長ばかりかバイト仲間の高校生にまで「辞めないで欲しい」と懇願されたためである。また、その店は坂野を始めとするお笑いタレントに協力的であり、坂野の紹介でねづっちやAMEMIYAも勤務していた時期があるとの事である[5]。
- ブレイクするまで年齢を4歳サバ読みしていた（当時の公式プロフィールも1971年生まれと公表）。このことに関して自身は年下の若手芸人と共演する時に気を遣わせないためだったと理由をつけているが、先述の通りスクールJCAのタレント養成コースに数十万の授業料を支払った挙句にカリキュラムを1年延長されて延長料金を取られるなど、ブレイク前には涙ぐましい努力を続けていた[要出典]。

### 芸風

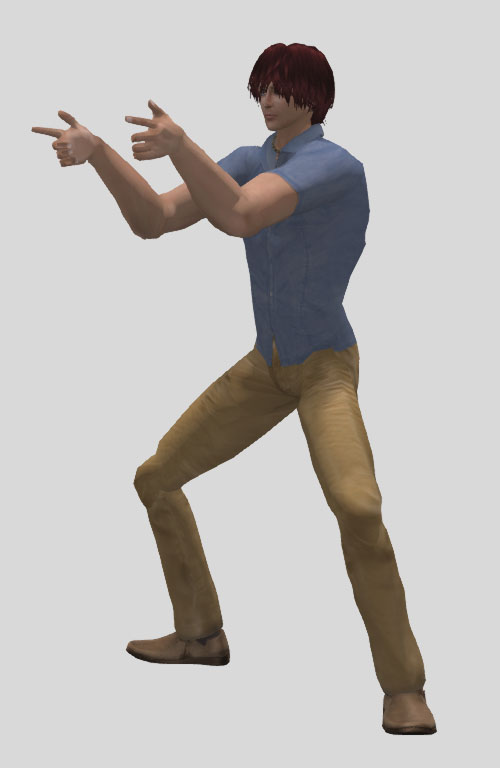
ゲッツの全体のポーズ

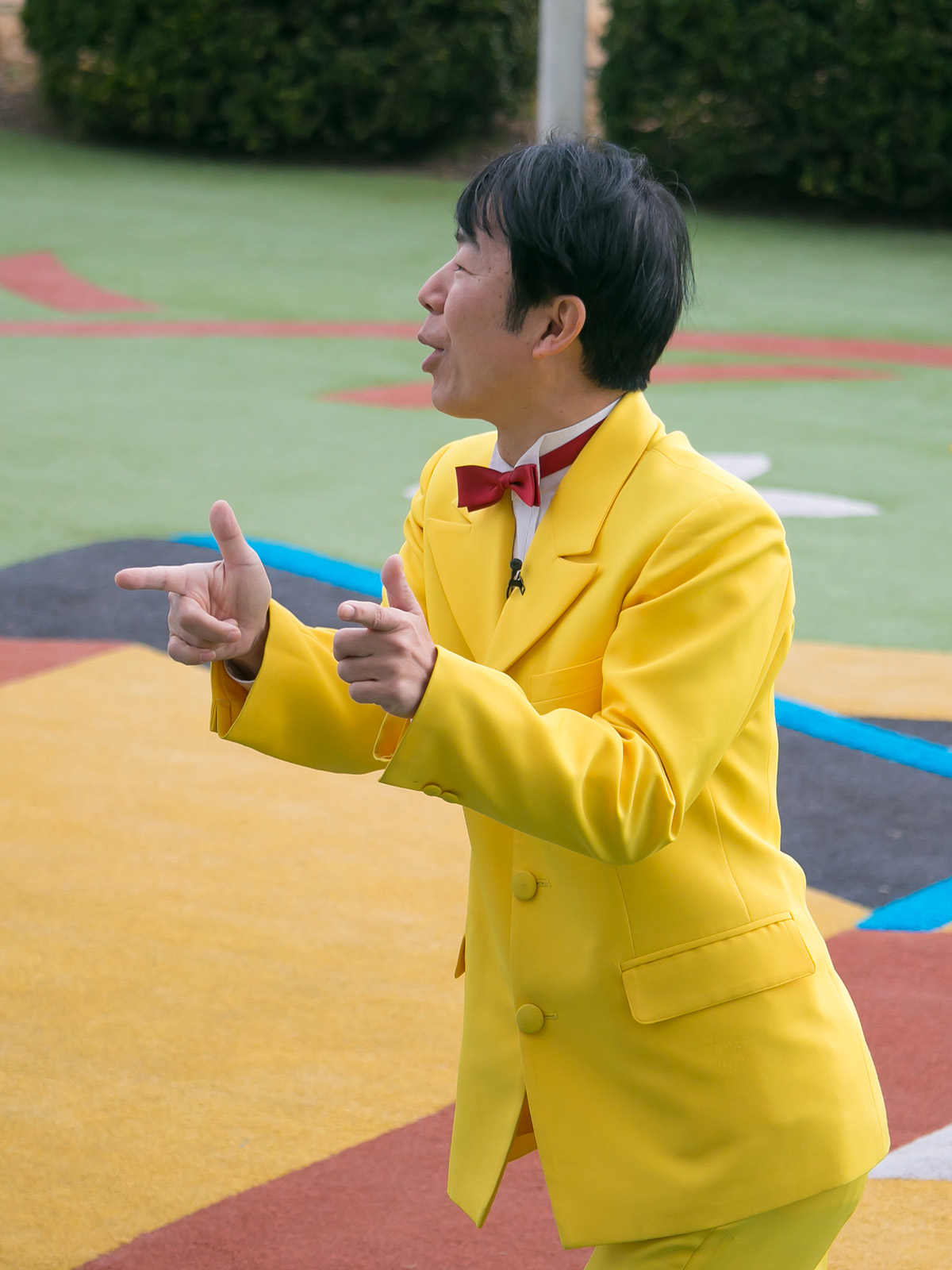
坂野本人による、ゲッツの両手のポーズ

- 様々な色のタキシードを着用し（ネタ以外では黄色のタキシードが多い）、粋なジョークを飛ばすのが彼の芸風であるが、そのジョークのほぼ全てがテーマに沿った駄洒落を連発するだけのものである。ジョークを言った後に苦し紛れで言う決め台詞「Get's!!（ゲッツ）」は、一時期若者たちの間で流行した。「面白くないネタを披露して、滑って気まずくなった空気の中で使う」のがゲッツの本来の使い方であるが、人気絶頂期には滑るはずのネタがしばしばウケてしまい、彼を困惑させたという。
- 初出として、1996年のフジテレビ深夜番組『ウモクビ2』で原点となる「ゲットゥ」（ほぼ同じジェスチャー）というギャグのネタを発声していることが確認されている。また、フジテレビ内で実際に放送された最古の「ゲッツ」発生のネタ番組は、2002年1月28日放送の番組『超VIP』内での、幼稚園児への漫談披露コーナーであったことが確認されている。
- 基本的には漫談家であり、お人好しな性格でフリートークは得意ではない。
- アメリカンスタイルの司会やスタンドアップコメディに小噺やだじゃれを絡めたスタイルに至った理由は、レンタルビデオ屋でアルバイトしていた時、エディ・マーフィ出演作品を見たのがきっかけ。名前の『ダンディ』もアメリカンな名前という理由から来ている[1]。
- ブレイク後は、野球の送りバントの構えで叫ぶ「二岡!」「江藤!」などの新ギャグの開発にも余念がない。しかし、持ちネタのひとつ「ライドオン!」がレイザーラモンHGに流用され、苦汁を舐めている。「サンキュー・ノーベンバー」などのレアなギャグは、着ボイスとして聴くことができる。
- 「一発屋芸人」と言われているが、実際には他に一発屋で消えていった芸人とは異なり、CMを中心に大活躍しており、2012年のタレントCM起用社数8本はお笑い芸人としては最高本数であった[6]。理由としては「ゲッツ!」の一言がCMの尺にキチンと収まる事と、ポジティブな言葉であり視聴者を不快にさせたり傷付けない事、使いやすい言葉な事、キャラクターが明るい事などが挙げられる。テレビ番組一本に出演するよりもCMの方がはるかにギャラが高いため、安定した生活を送っているという。
- 外国人プロ野球選手のアレックス・ラミレスは、本塁打を打った際に「ゲッツ!」のポーズを取っている。そのためか、2008年に番組収録で地方の幼稚園に行った際に、幼稚園児を笑わせなくてはいけない場面が来て、「ここは芸人として意地をみせねば」と気負い込んで「ゲッツ!」と言うと、「あっ、ラミレスのまねだ。」と園児に一蹴されてしまったというエピソードがある（島田紳助談）。なお、その番組は 紳助が司会を務める番組であった。同じ収録のエピソードで、ダンディの周りに幼稚園児たちが集まってきたが、この園児たちは ダンディのことを知らなかったため、「カメラマンだ！」とカメラマンに夢中で、ダンディには見向きもしなかった。ラミレスのまね（パクリ）だと思われていることについては半ばあきらめており、後に同じような状況に遭遇した際は、開き直って「パクリじゃない、リスペクトしてるんだ」と言い返している[7]。
- ドランクドラゴンの塚地武雅がやる一発ギャグに、「100%の力でゲッツをする」というネタがある。
- 頭髪が徐々に薄くなってきている。本人は「ハゲッツ！」などとネタにしていた。これのおかげでアデランスのCMに起用されたという[8]。
- 東京腸捻転などのライブでは、ダンディNEWSなどの1人コントを披露することもある。漫談のイメージが強いためか、暗転直後に客席がざわめいたことがある（DVD『完売地下劇場REVENGE BASEMENT9 奪取 BASEMENT10 混迷』より）。

### 衣装
- 坂野の代名詞になっている黄色いスーツは、2003年に出演したマツモトキヨシのCMで着たのがきっかけ。マツモトキヨシの企業カラーがたまたま黄色だったからである[9]。この時以来、黄色いスーツのサイズは15年以上全く同じで、坂野自身も「『ゲッツ！』の人」というイメージを保つべく、体型を保つ努力や肌のメンテナンスを欠かさないという[8]。
- 「ゲッツ」のポーズを取った時に手足を曲げるとぴったりになるように、着るスーツは袖と裾をわざと長く調整している。
- ムーディ勝山とは色違いのタキシードを着用しているため、八代亜紀に「ムーディ」を「ダンディ」と間違えられた。

### 交友関係
- 同じ事務所に所属するカンニング竹山はテレビ番組で最近のダンディ坂野について聞かれた時、「坂野が『もっと遅くにデビューすればよかった』と嘆いていた」と語った。これは自身がブレークしたことがきっかけになって若手お笑いタレントブームが到来してしまったことを指している。
- 『ヘキサゴンII』での縁で、島田紳助と食事に行くなどの親交を持つようになるが、紳助曰く「普段は面白くない」とのことである。紳助は嫌いな人とはトークでネタ振りを余りしない、余り喋らないという性格であり、坂野を心配しての一種の愛情の裏返しとも取れる。

### その他
- ブレイク時は10か月間休み無しで、早朝から深夜まで仕事をこなしていた。そのため、2003年下半期にはプチ鬱になり、身体が追いつかなくなっていったとのこと。
- 『新橋ミュージックホール』1998年10月10日放送分のマイナーなタレント・芸人を紹介する企画に出演し、ビートたけしと共演した。当時はまだブレイク前だったが、この頃から「ゲッツ!」などのギャグや芸風は確立されていた。ゲストの野口五郎からは「楽してるなぁ。僕たちがカックラキンやってる時はいつも傷だらけでやってた」と評された。
- 2003年5月28日発売のシングルCD「OH! NICE GET's!!」は、オリコン・インディーズチャート1位を獲得した。
- 2003年9月に、ウルフルズの曲「ガッツだぜ!!」をパロディ化した「ゲッツだぜ!!」をリリースしたが、ウルフルズのファンなどからの抗議もあり、その年にブレイクしたはなわやテツandトモと揃っての『紅白歌合戦』への出場はならなかった。しかし、綾小路きみまろとともに「応援」としての出場を果たした。
- 2006年、『イマだ!タレント再生工場 「ノムさん」』の企画を兼ねて元祖ムキムキマンとともにEXILEの新ボーカルオーディションに応募するも、一次予選で落選。
- 『特捜戦隊デカレンジャー』に悪役として出演した際、ヒーロー側のメインキャストとは極力話さないようにするなどして、役作りを真剣に取り組んだ。一方、当時ブレイク中の彼に会えることを楽しみにしていたメインキャスト陣はそのことを残念がっていたという[10]。
- 『クイズ!ヘキサゴンII』にて、小島よしお、波田陽区、金剛地武志の3人とともに一発屋2008のユニットに参加している。
- 2009年12月26日にTwitterを開始。開始当日に秋葉原の居酒屋で無料ライブの告知を行った。しかし、結局ライブに人は集まらず、Twitterもその日の投稿以来更新が停止していたが、2010年7月27日に再開。
- 2015年10月から放送開始されるテレビアニメ『俺がお嬢様学校に「庶民サンプル」としてゲッツされた件』で持ちネタの「ゲッツ」を許諾した[11]。また、アニメ本編にも本人役で出演している。
- 2020年7月から「だんさかch」として公式YouTubeチャンネルを開設。歌や料理、ゲーム実況の動画や配信を行っている。

## 出演

### テレビ
現在の出演番組
- 大爆笑!!サンミュージックGETライブ（日テレプラス）
- Go!Go!Golden!!（岩手朝日テレビ）

過去の出演番組
- パンドラ御殿（テレビ埼玉） - 寺田体育の日のコーナー『探偵物集（ものたかり）』にゲスト出演。
- 爆笑オンエアバトル（NHK総合） - 戦績7勝15敗 最高453KB
- 土曜スタジオパーク（2008年10月18日、NHK総合） - VTR出演。
- 第54回NHK紅白歌合戦 - はなわ・テツandトモの曲紹介及び応援。
- 完売劇場（テレビ朝日） - 初期レギュラー。
- GameWave （テレビ東京）
- 遊ワク☆遊ビバ! （日本テレビ） - 初期の企画「あっち向いてゲッツ」に出演。
- おはスタ（テレビ東京）
- 3つのとびら（2003年4月 - 2006年3月、NHK教育）
- 最高!ブギウギナイト（テレビ東京）
- ぐっども〜にんぐ!ゲッツ!（2003年10月3日 - 2004年3月26日、テレビ東京）
- 内村プロデュース（テレビ朝日） - 「若手芸人下剋上」に出演。
- 天才てれびくんMAX （2005年・2007年、NHK教育） - 「少年刑事スイリくん」江戸川先生 役、「河童と出会ったその日から」河童の龍之介 役
- FNS ALL-STARS あっつい25時間テレビやっぱ楽しくなければテレビじゃないもん! （2005年7月23日、フジテレビ） - スペシャルドラマ『THE WAVE!』ニュースキャスター 役
- 24時間テレビ28 「愛は地球を救う」 山梨スペシャル（2005年8月27日・28日、山梨放送）
- 青春18 （Music Japan TV）
- エンタの神様（日本テレビ） - 同番組出演時のキャッチコピーは「GET'sでブレイク」。
- 世直しバラエティー カンゴロンゴ（2008年10月 - 2009年3月、NHK総合）
- さんまのSUPERからくりTV（TBS） - 芸能人かえうた王選手権に常連出演。
- クイズ!ヘキサゴンII （2008年4月23日 - 2010年3月、フジテレビ） - 2010年4月以降は稀にアシスタントとして出演する時もあった。
- キズナ食堂（2009年夏、TBS） - 海の家「一発屋」
- 所さんの学校では教えてくれないそこんトコロ!（テレビ東京） - リポーター
- 高速バス限定の旅（2013年12月 - 2016年9月、テレビ東京）
- 趣味どきっ!「パソコンで年賀状&SNS」（2015年12月 - 2016年1月〈全8回〉、NHK Eテレ）
- ビットワールド（NHK Eテレ）- ゲッツ 役
- 明日をまもるナビ 能登半島地震 1年5か月 復興に向けて（2025年6月8日、NHK総合）

### ラジオ
- テリー伊藤のってけラジオ（ニッポン放送） - 準レギュラーゲスト出演。
  - 2005年5月2日放送・中継コーナー「のってけ笑いの殿堂」
  - 2008年3月28日放送・1時台ゲスト「のってけファミリー通信」
  - 2008年12月29日放送・2時台ゲスト
  - 2009年9月11日放送・2時台ゲスト
  - 2010年6月21日放送・3時台ゲスト
- 青春アドベンチャー　ラジオドラマ「まるみちゃんとうさぎくん」（2022年12月5日 - 9日、NHK-FM）[12]

### CM
現在
・金沢柿田商店 (2024? -)
- コスト削減グループ（2014年 - ）
- インディグループ（2018年 - ）- 岩手県ローカルCM
- 西原物産「DSG」（2019年 - ）- 石川ローカルCM  武藤敬司と共演
- ディープラス（2019年 - ）- 愛知ローカルCM  橘香恋、澤田実架と共演
- JAPAN PAINT「ジャパンペイント」（2020年 - ）
- ホクレン「ホクレンSS」（2023年 - ）- 北海道ローカルCM
- フマキラー「キッチン用アルコール除菌」（2023年 - ）
- 大樹生命保険「医療一時金サポート 安心をゲッツ」篇（2023年 - ）竹内涼真と共演
- だれでもモバイル『ダンディチャレンジ』篇（2023年 - ）

過去
- マツモトキヨシ（2000年 - 2003年）
- タカラ「アメリカンゲーム」（2003年）
- アオキーズ・ピザ（2003年）- 名古屋ローカル
- 土崎文化センター（2004年11月 - 2005年3月）- 秋田ローカルCM
- 万代（2006年）- 宮城ローカルCM
- パチンコ&スロット マンモス（2007年 - ）- 鳥取ローカルCM
- 札幌通運「クラブゲッツ」（2009年）
- バンダイナムコゲームス「ナムコ・ゲームズ」（2009年）
- キリンビール「一番搾り 生ビール」（2009年）
- 浪漫遊 （2009年 - ）- 石川ローカルCM
- トクホン（2010年）
- 大日本除虫菊「蚊がいなくなるスプレー」（2010年 - 2012年） - 鼠先輩と共演
- スカパー!HD（2010年） - スカパー内で放送されているCMに出演。
- リクルート「ポンパレ」（2010年 - 2011年）
- ディー・エヌ・エー「Mobage」（2011年） - 写真で出演
- 帝人（2011年）
- 三井不動産商業マネジメント「三井アウトレットパーク」（2011年 - 2012年）
- 大正製薬「大正漢方胃腸薬」（2011年） - 長塚京三と共演
- キッズステーション（2012年）
- NEXON「テイルズウィーバー」（2012年） - 小島よしおと共演
- アデランス「ピンポイントフィック」（2012年） - 佐々木もよこと共演
- トヨタレンタリース「燃費トライアル」（2012年）
- NGPエコひろば（2012年 - 2013年）- 野村将希、カンニング竹山と共演
- ミスタードーナツ「ポン・デ・リング生」（2013年）
- ウイルソン 「PSマルチミスト」（2013年）
- クリアライフ「水の救急隊」（2013年 - 2014年）
- ティファナ（2013年）
- 中日新聞（東京新聞、北陸中日新聞）
- 三井住友海上あいおい生命保険「&LIFE」（2013年 - 2014年） - 桐谷美玲と共演
- New used shop フォーサイト（2014年 - ）- 広島ローカルCM
- ソニーモバイルコミュニケーションズ「Xperia Z2」（2014年）
- メルカリ（2014年 - 2015年）
- ロート製薬「セノビック」（2015年）
- アイフル（2015年 - 2016年）
- 日本マクドナルド「チキンマックナゲット」（2016年 - 2019年）- 怪盗ナゲッツ役
- バンダイナムコエンターテインメント「ドラゴンボールフュージョンズ」（2016年）[13]
- カンロ「ピュレグミ」（2017年）
- 江崎グリコ「ジャイアントコーン」（2018年）綾瀬はるかと共演
- エイチーム「ダービーインパクト」（2018年 - 2019年）
- MIXI「モンスターストライク」（2019年）小島よしお、スギちゃんと共演
- 名取市 「移住!定住!ユリアゲッツ!!」（2019年） 山寺宏一と共演[14]
- ウエルシア薬局（2019年）- 店内CMナレーション
- 東京地下鉄「オフピークプロジェクト」（2020年）

### 映画・Vシネマ
- ファイト☆ガールズ（2003年10月25日）
- 『世界の中心で、愛をさけぶ』（2004年5月8日、東宝） - 英語教師 役
- 釣りバカ日誌17 あとは能登なれハマとなれ! （2006年8月5日、松竹） - 市の職員 役
- パイルドライバー（2007年1月13日）
- キャプテントキオ（2007年2月17日、プログレッシブ・ピクチャーズ、ディーライツ）
- 20世紀少年 第1章 終わりの始まり（2008年8月30日、東宝） - 通販番組のタレントの片方 役
- 新まるごし刑事! 鉄拳制裁だ!歌舞伎町! （2009年3月25日） - 平田賢二 役
- 学忍（2010年9月18日、ロマネプロモーション） - 伝説の男 役
- ソウル・オブ・ロック（2012年2月11日、BANANAFISH）
- 篤姫ナンバー1（2012年4月7日、シナジー、アーク・フィルムズ） - クラブのボーイ
- がじまる食堂の恋（2014年9月20日、BS-TBS） - 食堂の客 役
- 劇場版 ひみつ×戦士 ファントミラージュ! 〜映画になってちょーだいします〜（2020年7月23日、KADOKAWA・イオンエンターテイメント） - サカサーマ様 役
- 映画 ミステリと言う勿れ（2023年9月15日、東宝） - 宝田完次 役

### 劇場アニメ
- 劇場版 とっとこハム太郎 ハムハムグランプリン オーロラ谷の奇跡 リボンちゃん危機一髪! （2003年12月13日） - ゲッツハム 役
- よなよなペンギン（2009年12月23日） - デビル 役
- みつばちマーヤの大冒険（2016年9月3日） - バーニー 役

### テレビドラマ
- 金曜ナイトドラマ 霊感バスガイド事件簿 第5話（2004年5月14日、テレビ朝日） - ドクター栗原 役
- 特捜戦隊デカレンジャー Episode.17 「ツインカム・エンジェル」（2004年6月6日、テレビ朝日） - オズチュウ星人イーアル 役（人間態および星人態の声を担当）
- ケータイ刑事 銭形零 第2話「死を招くハリセン? 〜完全密室殺人事件〜」（2004年10月10日、BS-i） - 片腹いたし 役
- 月曜ゴールデン 離婚妻探偵（2006年、TBS）
- 4姉妹探偵団 第8話ゲスト（2008年3月7日、朝日放送）
- 7万人探偵ニトベ episode 3 「ダンディ坂野殺人事件」（2009年5月8日、BS朝日）
- アンタッチャブル〜事件記者・鳴海遼子〜 File.7 「真犯人は愛した男!! 秘密クラブ殺人接待」（2009年11月27日、朝日放送） - ダンディ坂野上 役
- ハンチョウ〜神南署安積班〜シリーズ3  第9話（2010年8月30日、TBS） - 美容師 役
- 月曜ゴールデン 捜し屋★諸星光介が走る!（2011年11月21日、TBS） - スナックのマスター 役
- 水曜ミステリー9（テレビ東京）
  - 密会の宿8（2011年12月14日） - 離れの泊り客「山梨」 役
  - 密会の宿9（2012年6月27日） - 中年男性 役
役柄や設定、女性共演者は毎回異なるがドラマの冒頭で一悶着を起こすお騒がせなカップルとして登場（「お約束」の持ちネタも披露）
- SPEC〜翔〜（2012年4月1日、TBS） - ゲッツの人 役
- 月曜ゴールデン 釣り刑事3（2012年8月27日、TBS） - 山路 役
- でたらめヒーロー 第6話（2013年5月9日、読売テレビ） - ダンディ坂野（本人役）
- 三匹のおっさん〜正義の味方、見参!!〜 最終話（2014年3月14日、テレビ東京） - ディレクター 役
  - 三匹のおっさん 第3シリーズ 第7話（2017年3月3日） - ダンディ坂野（本人役）
- 俺のダンディズム 第10 - 第12話（2014年6月18日 - 7月2日、テレビ東京） - ダンディ坂野（本人役）
- 土曜ワイド劇場 タクシードライバーの推理日誌35（2014年10月11日、テレビ朝日）
- 残念な夫。 第1話（2015年1月14日、フジテレビ） - 坂野賢一 役
- 連続テレビ小説 まれ 第24週（2015年9月7日・8日、NHK総合） - ダンディ坂野（司会者・本人役）
- 第27回 フジテレビヤングシナリオ大賞 超限定能力（2015年12月20日、フジテレビ） - 駅名のないサラリーマン 役
- バイプレイヤーズ 〜もしも6人の名脇役がシェアハウスで暮らしたら〜 第9話（2017年3月11日、テレビ東京） - ダンディ坂野似の駐在 役
- 警視庁ゼロ係〜生活安全課なんでも相談室〜 SECOND SEASON 第3話（2017年8月4日、テレビ東京） - スマイリー福本 役
- スペシャルドラマ必殺仕事人（2018年1月7日、テレビ朝日） - 半兵衛 役
- 警視庁・捜査一課長 season3 第1話（2018年4月12日、テレビ朝日） ‐ 伊津発也 役
- 時効警察はじめました 第5話（2019年11月15日、テレビ朝日） ‐ ダンディ坂野（本人役）
- 日曜プライム（テレビ朝日）
  - 全身刑事（2020年2月2日） - 品戸祐人 役
  - 庶務行員 多加賀主水が許さない4（2020年2月16日） ‐ 壱岐隆 役
  - 刑事ゼロ スペシャル第2弾（2020年6月7日） ‐ 東坊城孝麿 役
- ひみつ×戦士 ファントミラージュ! （2020年、テレビ東京） - サカサーマ様 役
- ポリス×戦士 ラブパトリーナ! （テレビ東京）第20話（2020年12月6日）、第46話（2021年6月13日） - 紫原ダン 役
- 税務調査官・窓際太郎の事件簿35 （2020年12月6日、BS-TBS） - 鳥山久志 役
- チバケンのマツモトさん。（2021年5月1日、千葉テレビ放送） - 黄色い服のティッシュ配り 役（特別出演）[15]
- ひねくれ女のボッチ飯（2021年7月2日 - 8月20日、テレビ東京） - 三好哲也 役[16][17]
- 武士が、マックで店員になった件。（2022年5月18日 - 6月1日、関西テレビ） - ハンバーガー店の店長 役[18]
- ミス・ターゲット（2024年4月21日 - 、朝日放送テレビ） - 次回予告ナレーション（ミスター・ゲッツ名義）

### テレビアニメ
- 俺がお嬢様学校に「庶民サンプル」としてゲッツされた件 - ダンディ坂野 役（第10話）、ゲッツ！監修 
  - オープニングムービーの中では月面の模様がダンディが「ゲッツ!」をしているポーズを逆さにしたものになっている。

### 吹き替え
- ダイノトピア（ジッポ〈リー・エヴァンス〉）※ソフト版

### PV
- 花鳥風月（レミオロメン）
- ダンディ・ダンディ（及川光博）
- ゲット・ラッキー（ダフト・パンク） - 日本盤PVにラッキィ池田と共に出演。
- イチズレシピ（アイドルカレッジ） - 本人が公認したテレビアニメ『俺がお嬢様学校に「庶民サンプル」としてゲッツされた件』のオープニングテーマ。

### 舞台
- ハロ☆プロ オンステージ! 2006「友情と魔法のトランプ〜スター楽屋裏物語」（2006年、日本青年館） - ストーリーテラー、歌謡ショー司会 役
- つんく♂タウンTHEATER第2弾 脱煙応援プロジェクト「手を上げろ！健康強盗だ！」（2007年、新宿村ライブ） - 田島誠一 役

### CD

#### シングル
- OH! NICE GET's!!（2003年5月28日、インディーズ）
- ゲッツだぜ!!（2003年9月24日、ユニバーサル・シグマ）

#### 参加アルバム
- ニコニコ動画ふぃ〜ちゃりんぐBEST（2009年10月21日、ビクターエンタテインメント）

### VHS・DVD
- 爆笑オンエアバトル Light ダンディ坂野（2003年5月20日、ポニーキャニオン）